# Circondario di Alzey-Worms
Il circondario di Alzey-Worms (targa AZ) è un circondario (Landkreis) della Renania-Palatinato, in Germania.

Comprende 2 città e 67 comuni.

Capoluogo e centro maggiore è Alzey.

## Geografia antropica
Tra parentesi gli abitanti al 31 dicembre 2021, il capoluogo della comunità amministrativa è contrassegnato da un asterisco.

### Città indipendenti
- Alzey (19 082)

### Comunità amministrative (Verbandsgemeinde)
| - Verbandsgemeinde Alzey-Land (Sede: Alzey), con i comuni: 1. Albig (1 610) 2. Bechenheim (413) 3. Bechtolsheim (1 789) 4. Bermersheim vor der Höhe (339) 5. Biebelnheim (669) 6. Bornheim (880) 7. Dintesheim (151) 8. Eppelsheim (1 236) 9. Erbes-Büdesheim (1 428) 10. Esselborn (402) 11. Flomborn (1 080) 12. Flonheim (2 717) 13. Framersheim (1 578) 14. Freimersheim (723) 15. Gau-Heppenheim (548) 16. Gau-Odernheim (3 896) 17. Kettenheim (327) 18. Lonsheim (589) 19. Mauchenheim (979) 20. Nack (607) 21. Nieder-Wiesen (605) 22. Ober-Flörsheim (1 301) 23. Offenheim (655) 24. Wahlheim (579) | - Verbandsgemeinde Eich, con i comuni: 1. Alsheim (2 892) 2. Eich * (3 700) 3. Gimbsheim (3 077) 4. Hamm am Rhein (2 035) 5. Mettenheim (1 679) - Verbandsgemeinde Monsheim, con i comuni: 1. Flörsheim-Dalsheim (3 128) 2. Hohen-Sülzen (744) 3. Mölsheim (576) 4. Monsheim * (2 573) 5. Mörstadt (1 064) 6. Offstein (1 872) 7. Wachenheim (709) - Verbandsgemeinde Wöllstein, con i comuni: 1. Eckelsheim (404) 2. Gau-Bickelheim (2 170) 3. Gumbsheim (624) 4. Siefersheim (1 263) 5. Stein-Bockenheim (663) 6. Wendelsheim (1 400) 7. Wöllstein * (4 584) 8. Wonsheim (903) | - Verbandsgemeinde Wonnegau 1. Bechtheim (1 769) 2. Bermersheim (387) 3. Dittelsheim-Heßloch (2 116) 4. Frettenheim (319) 5. Gundersheim (1 574) 6. Gundheim (943) 7. Hangen-Weisheim (449) 8. Hochborn (425) 9. Monzernheim (572) 10. Osthofen, città * (9 528) 11. Westhofen (3 421) - Verbandsgemeinde Wörrstadt, con i comuni: 1. Armsheim (2 493) 2. Ensheim (480) 3. Gabsheim (727) 4. Gau-Weinheim (595) 5. Partenheim (1 603) 6. Saulheim (8 085) 7. Schornsheim (1 624) 8. Spiesheim (970) 9. Sulzheim (1 233) 10. Udenheim (1 317) 11. Vendersheim (550) 12. Wallertheim (1 718) 13. Wörrstadt, città * (8 189) |